# Яньта
Яньта́ (кит. упр. 雁塔, пиньинь Yàntǎ) — район городского подчинения города субпровинциального значения Сиань провинции Шэньси (КНР). Название района означает «гусиная пагода»; он назван в честь находящейся на его территории Большой пагоды диких гусей.

## История
В 687 году до н. э. на территории современного района Яньта властями царства Цинь был создан уезд Дусянь (杜县) — первый уезд в истории Китая. При империи Хань в 65 году до н. э. в восточной части уезда был насыпан первый могильный курган, и уезд был переименован в Дулин (杜陵县, «Дуский могильный курган»). Во времена диктатуры Ван Мана уезд был переименован в Жаоань (饶安县), но Гэнши-ди вернул ему прежнее название. В эпоху Троецарствия эти земли оказались в составе царства Вэй, и в 220 году уезд вновь получил название Дусянь. При империи Цзинь в 280 году он был переименован в Дучэн (杜城县, «Дуский город»).
При империи Северная Чжоу в 558 году часть уезда Чанъань (长安县, в то время Сиань относился к уезду Чанъань), расположенная к востоку от линии, делящей город Чанъань пополам с севера на юг, была выделена в отдельный уезд Ваньнянь (万年县). В 573 году уезд Дучэн был расформирован, а его земли разделены между уездами Чанъань и Ваньнянь. После основания империи Суй император Ян-ди в 583 году переименовал уезд Ваньнянь в Дасин (大兴县). После смены империи Суй на империю Тан уезду Дасин в 618 году было возвращено название Ваньнянь. В 624 году к уезду Ваньнянь был присоединён уезд Чжиян (芷阳县). В 748 году уезд Ваньнянь был переименован в Сяньнин (咸宁县), но в 758 году ему было возвращено название Ваньнянь.
В Эпоху пяти династий при империи Поздняя Лян уезд Ваньнянь был в 907 году переименован в Данянь (大年县), но при империи Поздняя Тан в 923 году ему было возвращено название Ваньнянь.
При империи Сун уезд Ваньнянь в 1125 году был переименован в Фаньчуань (樊川县). После завоевания этих мест чжурчжэнями уезд Фаньчуань был в 1181 году в составе империи Цзинь переименован в Сяньнин.
После Синьхайской революции уезд Сяньнин был в 1913 году присоединён к уезду Чанъань.
В 1944 году гоминьдановскими властями Сиань был выделен в город центрального подчинения. В 1945 году эти земли были переданы из состава уезда Чанъань под юрисдикцию города Сиань, и на них был образован район № 9. Во время гражданской войны Сиань в мае 1949 года перешёл в руки коммунистов. С января 1955 года в результате административно-территориального переустройства деления Сианя на районы изменилось, и вместо двенадцати их стало девять; район № 9 был переименован в район Яньта. В 1965 году были ликвидированы районы Бацяо, Яньта, Афан (阿房区) и Вэйян, а вместо них образован Пригородный район (郊区). В 1980 году Пригородный район был расформирован, и был вновь создан район Яньта.

## Административное деление
Район делится на 8 уличных комитетов.